# イッツ・ア・ラブ・ストーリー
『イッツ・ア・ラブ・ストーリー』は宝塚歌劇団によって制作された舞台作品。花組公演。形式名は「ショー」。宝塚・東京は14場。作・演出は横澤英雄。併演作品は『ベイ・シティ・ブルース』。

## 公演期間と公演場所
- 1993年8月6日 - 9月13日　宝塚大劇場[1]
- 1993年12月2日 - 12月26日　東京宝塚劇場[2]
- 1994年2月1日 - 2月13日　名古屋・中日劇場[3]

## 解説
※『宝塚歌劇100年史（舞台編）』の宝塚大劇場公演参考
街角で起こる。ごくありきたりな出来事が、すべてラブストーリーへと展開していく。"春の森の少女たちが、夏の輝く青い海が、秋の風の落葉たちが、冬の雪の宝石が、それぞれに私に話しかけてくる。それは私が恋をしているから・・・"と、恋の世界に観客を誘う作品。セットに大階段をフルに利用して、四季に寄せる愛のロマンスを、絵画風にファンタスティックに語りかける、ミュージカル風のショー作品。

## スタッフ
※氏名の後ろに「宝塚」、「東京」、「中日」の文字がなければ全劇場共通。
- 作曲・編曲：中元清純[3][4]
- 編曲：小高根凡平[3][4]/鞍富真一[3][4]
- 音楽指揮：小高根凡平（宝塚[4]）、伊沢一郎（東京[2]）
- 録音音楽指揮：小高根凡平（中日[3]）
- 振付：羽山紀代美[3][4]/山田卓[3][4]/名倉加代子[3][4]
- 装置：石濱日出雄[3][4]
- 衣装：静間潮太郎[3][4]
- 照明：勝柴次朗[3][4]
- 音響：加門清邦[3][4]
- 小道具：万波一重[3][4]
- 効果：佐渡孝治[3][4]
- 演出補：中村暁[3][4]
- 演出助手：藤井大介[3][4]/丹波俊輔[3][4]
- 装置補：新宮有紀[3][4]/広森守[3][4]
- 衣装補：田口美香[3][4]
- 舞台進行：豊田登（宝塚[4]・東京[2]）
- 制作：久保孝満[3][4]
- 制作：津村健二（東京[2]）

## 主な配役

### 宝塚・東京
- 白い淑女S、紳士S、ジェラール、ラテンの男S、デュエットの男S - 安寿ミラ[4]
- 白い少女S、淑女S、ラテンの女S、デュエットの女S - 森奈みはる[4]
- 紳士S2、白燕尾の紳士S、ラテンの男S、宝石の歌手 - 真矢みき[4]
- 紳士S3 - 未沙のえる[4]
- ジェラールの女 - 一原けい[4]
- 雪の貴婦人 - 町風佳奈[4]
- 紳士A、ジェラシーの男、ラテンの男A、白燕尾の紳士1 - 海峡ひろき[4]
- 雪の貴婦人・ソロ - 美月亜優[4]
- ジェラシーの女、雪の貴婦人 - 詩乃優花[4]/夢乃千琴[4]
- ピーチの女、ジェラシーの男 - 宝樹芽里[4]
- 紳士A、ジェラシーの男、ラテンの男A、白燕尾の紳士2 - 愛華みれ[4]
- 紳士A、若者S、ジェラシーの男、ロックの男 - 紫吹淳[4]
- ピーチの女、ジェラシーの男、ロックの男 - 匠ひびき[4]
- 木の精、ジェラシーの男 - 夏城令[4]/初風緑[4]
- 雪の貴婦人、踊る女 - 渚あき[4]
- ピーチの女、踊る男 - 伊織直加[4]
- 娘S、雪の貴婦人 - 月影瞳[4]

### 中日公演
- 白い淑女S、紳士S1、紳士1、ジェラール、ボレロの男S、デュエットの男S、パレードの紳士S1 - 安寿ミラ[3]
- 白い少女S、淑女S、シモーヌ、ボレロの女S、デュエットの女S、パレードの淑女S - 森奈みはる[3]
- 紳士S2、紳士2、白燕尾の紳士1、ボレロの男S、赤い宝石の歌手、パレードの紳士S2 - 真矢みき[3]
- 娘S、エトワール - 月影瞳[3]

## 主な出演者（中日公演）
- 安寿ミラ[6]
- 森奈みはる[6]
- 真矢みき[6]
- 未沙のえる[6]
- 一原けい[6]
- 町風佳奈[6]
- 美月亜優[6]
- 海峡ひろき[6]
- 磯野千尋（専科所属）[6]

ほか